# Dovrska vrata
Dovrska vrata ali Dovrska ožina, v preteklosti znana kot Dovrska tesen (angl. Dover strait ali Strait of Dover; francosko Pas de Calais, nizozemsko Nauw van Calais ali Straat van Dover), je ožina na najožjem delu Rokavskega preliva, ki označuje mejo med njim in Severnim morjem in ločuje Veliko Britanijo od celinske Evrope. Najkrajša razdalja čez ožino 33,3 km ali 18,0 navtičnih milj je iz South Forelanda, severovzhodno od Dovra v angleški grofiji Kent, do rta Gris Nez, rta blizu Calaisa v francoskem departmaju Pas-de-Calais. Med tema točkama je najbolj priljubljena pot za prečkanje kanala za plavalce.  Celotna ožina je v teritorialnih vodah Francije in Velike Britanije, obstaja pa neomejena pravica tranzitnega prehoda na podlagi Konvencije Združenih narodov o pravu morja (United Nations Convention on the Law of the Sea, UNCLOS).
Če je jasen dan, je mogoče s prostim očesom videti nasprotni obali Anglije in Francije. Najbolj znan je pogled na bele klife s francoske obale in obalne zgradbe na obeh obalah, tudi luči ponoči kot v pesmi Matthewa Arnolda Dover Beach.

## Promet
Večina pomorskega prometa med Atlantskim oceanom in Severnim ter Baltskim morjem poteka skozi Dovrska vrata namesto po daljši in bolj nevarni poti na severu Škotske. Ožina je najbolj obremenjena mednarodna pomorska pot na svetu, saj jo vsak dan uporablja več kot 400 trgovskih plovil. Prometna varnost je zato zelo pomembno vprašanje in obalni straži imata 24-urni nadzor in uveljavljata strog režim plovnih poti. 
Poleg gostega prometa vzhod–zahod ožino prečkajo od severa proti jugu trajekti, ki povezujejo Dover s Calaisom in  Dunkerquem. Do leta 1994 so bili edina povezava za kopenski promet. Predor pod Rokavskim prelivom zdaj ponuja drugo pot, ki prečka ožino na povprečni globini 45 m pod morskim dnom.
Mesto Dover je dalo ime enemu od pomorskih območij britanskih vremenskih poročil Shipping Forecast.

## Geologija
Ožina naj bi nastala zaradi erozije kopnega mostu, ki je povezal Weald (saksonsko Andredsweald – starodavni pas gozda, širok okoli 64 km) v Veliki Britaniji z Boulonnaisom v Pasu de Calaisu. Prevladujoča geologija na obeh straneh in na morskem dnu je kreda. Čeprav je  nekoliko odporna proti eroziji, je na obeh obalah ustvarila slavne bele klife v Dovru v Veliki Britaniji in Cap Blanc Nez v Franciji. Predor pod Rokavskim prelivom je zvrtan v trdno kredo.
Ren je v davnini tekel proti severu v Severno morje, ko je gladina morja v začetku prve od pleistocenskih ledenih dob začela upadati. Led je ustvaril jez od Skandinavije do Škotske in Ren je v kombinaciji s Temzo in drenažo velikega dela severne Evrope ustvaril veliko jezero v ozadju jezu, ki se je sčasoma razlilo čez Weald v Rokavskem prelivu. Ta izliv je postal Dovrska ožina pred približno 425.000 leti. Ozek globok kanal po sredini ožine je bila struga Rena v zadnji ledeni dobi. Geološki sediment v vzhodni Angliji označuje star predglacialni severni potek Rena.
Po študiji iz leta 2007 [3] [4] je Rokavski preliv nastal z erozijo dveh velikih poplav. Prva je bila pred približno 425.000 leti, ko je led zajezil jezero v južnem delu Severnega morja in je preplavilo in zlomilo kredni greben Weald-Artois s katastrofalno erozijo in poplavo. Nato sta Temza in Šelda tekli skozi režo v Rokavskem prelivu, vendar sta Moza in Ren še vedno tekla proti severu. V drugi poplavi pred približno 225.000 leti sta bila  Moza in Ren zajezena z ledom v jezero, ki je katastrofalno izbruhnilo prek visoke šibke pregrade (morda krede ali končne morene kot ostanka ledenika). Obe poplavi sta zarezali ogromne poplavne kanale v suhi strugi Rokavskega preliva.
Posodobitev študije leta 2017 govori o vrsti predhodno opisanih podvodnih lukenj v tleh preliva – "100 m globokih" in na posameznih mestih "več kilometrov v premeru", ki jih je povzročila deroča jezerska voda, ki je grmela prek skalnega grebena in povzročala izolirane poglobitve ali tolmune. 
Taleči se led in naraščanje morske gladine sta potopila Doggerland, območje, ki je povezovalo Veliko Britanijo s Francijo 6500–6200 pred našim štetjem. Ožina Lobourg, glavna značilnost morskega dna, teče 6 km široko na osi SSV–JJZ. Bližje francoski obali kot angleški je vzdolž Varne peščena plitvina, najgloblje se potopi do 68 m in vzdolž druge na jugovzhodu greben (francosko ime "Colbart") do največje globine 62 m. 

## Življenje v morju
Globina podmorske ožine se giblje med 68 m pri ožini Lobourg in 20 m pri najvišjih bregovih. Predstavlja zaporedje skalnatih območij sorazmerno zapuščenih od ladij, ki želijo prihraniti svoje mreže,  peščenih ravnin in podvodnih sipin. Močni tokovi v prelivu se upočasnijo okoli skalnatih predelov in delajo vrtince in mirnejša območja, na katerih veliko vrst najde zavetje.  V teh mirnejših območjih je voda bolj prozorna kot v preostalem delu ožine. Tako lahko rastejo alge kljub 30 m povprečne globine in pomagajo večati pestrost lokalnih vrst, od katerih so nekatere endemične v ožini. Poleg tega je to prehodno območje za vrste iz Atlantskega oceana in južnega dela Severnega morja.
Ta mešanica različnih okolij spodbuja tudi veliko pestrost divjih živali. 
Ridens de Boulogne, 10-20 m globoka kamnita guba visoko nad tlemi, delno prekrita s peskom, je 15 nmi (28 km) zahodno od Boulogne in se ponaša z največ koralnih rdečih alg v ožini. 
682 km² območja ožine je  zaščitenih kot Natura 2000 pod imenom Ridens et dunes hydrauliques du Pas de Calais (Ridens anf sub-aqueous dunes of the Dover Strait). To območje vključuje podvodne sipine Varne, Colbart, Vergoyer in Bassurelle, Ridens de Boulogne ter kanal Lobourg, ki zagotavlja mirnejšo in jasnejšo vodo zaradi globine, ki sega do 68 m. 

## Nenavadna prečkanja
Razen v običajnih plovilih so v zgodovini poskušali prečkati Dovrska vrata: s pedalinom, raketnim nahrbtnikom, kadjo, amfibijskim vozilom in najpogosteje s plavanjem. Francoska zakonodaja prepoveduje mnoge od teh, angleška pa ne, tako da večina takih prehodov izvira iz Anglije.
Več podrobnosti na .